# عمر مرا کشت
عُمَر مرا کشت (فرانسوی: Omar m'a tuer‎) فیلمی در ژانر درام به کارگردانی رشدی زیم است که در سال ۲۰۱۱ منتشر شد. از بازیگران آن می‌توان به سامی بواجیله، دنیس پودالیدس، و موریس بنیشو اشاره کرد.